# 埃爾多拉多 (喬治亞州)
埃爾多拉多（英語：Eldorado）是位於美國喬治亞州蒂夫特縣的一個非建制地區。該地的面積和人口皆未知。

## 地理
埃爾多拉多的座標為31°21′14″N 83°29′08″W / 31.35389°N 83.48556°W，而該地的平均海拔高度為98米（即322英尺）。